# Bottlebrush

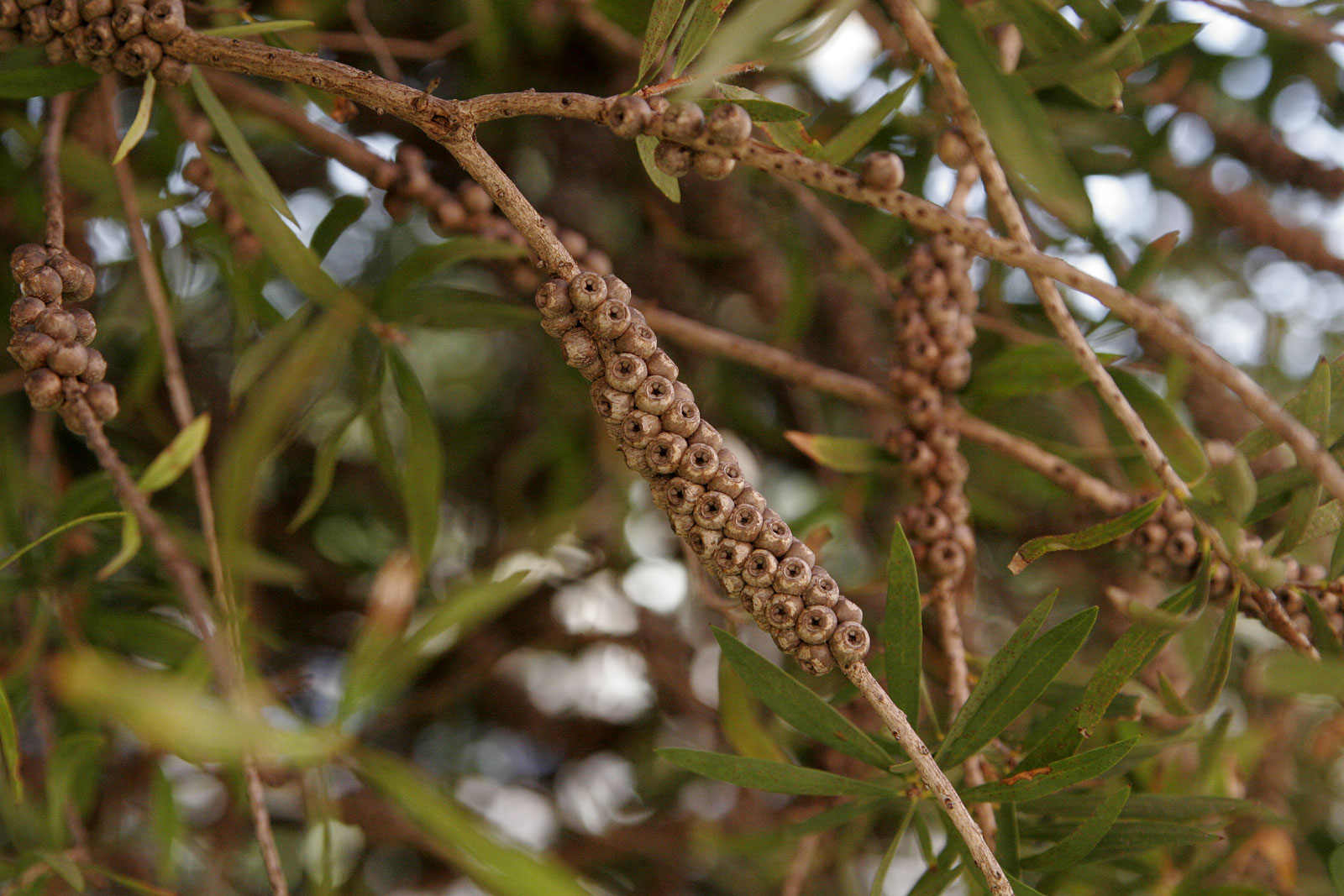
Плоды-коробочки каллистемона

Bottlebrush («Батлбраш», «бутылочный ёршик») — собирательное название для группы невысоких деревьев и кустов из родов Каллистемон (Callistemon), Мелалеука (Melaleuca), Калотамнус (Calothamnus), Бофортия (Beaufortia) семейства миртовые (Myrtaceae), мелкие ланцетовидные цветки которых (одиночные или сгруппированные в триады) собраны в плотные колосовидные соцветия, напоминающие ёршик для очистки бутылок.
Растения, относящиеся к этой парафилетической группе, растут в Австралии и Новой Зеландии; их отличительная особенность — красные, жёлтые, белые или розовые цветки, прикрытые прицветниками и собранные в колосовидные соцветия, сходные по внешнему виду с ёршиком для очистки бутылок. Из-за красивых соцветий многие виды данной группы культивируют как декоративные растения.
Иногда название «батлбраш» применяют и к кустам гревиллеи (Grevillea) из семейства протейные (Proteaceae) (особенно к виду Grevillea paradoxa). Представители данного рода имеют похожие на ёршики розово-красные или фиолетовые соцветия, но их яйцевидные плоды являются уже не коробочками, а листовками.
В английском языке слово bottlebrush с уточняющими определениями применяется в качестве обиходных названий для многих упомянутых выше родов и входящих в них видов:
- Beaufortia cyrtodonta[англ.] — Stirling Range bottlebrush
- Beaufortia decussata[англ.] — gravel bottlebrush
- Beaufortia eriocephala[англ.] — woolly bottlebrush
- Beaufortia micrantha[англ.] — little bottlebrush
- Beaufortia orbifolia[англ.] — Ravensthorpe bottlebrush
- Beaufortia schaueri[англ.] — pink bottlebrush
- Beaufortia sparsa[англ.] — swamp bottlebrush
- Beaufortia squarrosa[англ.] — sand bottlebrush
- Callistemon brachyandrus[англ.] — prickly bottlebrush[7]
- Callistemon pallidus[англ.] — lemon bottlebrush[8]
- Callistemon pityoides[англ.] — Alpine bottlebrush[9]
- Callistemon phoeniceus[англ.] — lesser bottlebrush
- Callistemon rugulosus[англ.] — scarlet bottlebrush[9]
- Callistemon sieberi[англ.] — river bottlebrush[10]
- Callistemon speciosus[англ.] — Albany bottlebrush
- Calothamnus quadrifidus[англ.] — one-sided bottlebrush
- Grevillea paradoxa[швед.] — bottlebrush Grevillea
- Melaleuca coccinea[англ.] — Goldfields bottlebrush
- Melaleuca elliptica[англ.] — granite bottlebrush
- Melaleuca orophila[англ.] — needle bottlebrush[11]
- Melaleuca megalongensis[англ.] — Megalong Valley bottlebrush[12]
- Melaleuca montana[англ.] — mountain bottlebrush[13]
- Melaleuca pachyphylla[англ.] — wallum bottlebrush[14]
- Melaleuca salicina[англ.] — willow bottlebrush[15]
- Melaleuca wimmerensis[англ.] — Wimmera bottlebrush[16]
- Melaleuca recurva[англ.] — Tinaroo bottlebrush[17]